# 東涌海濱路

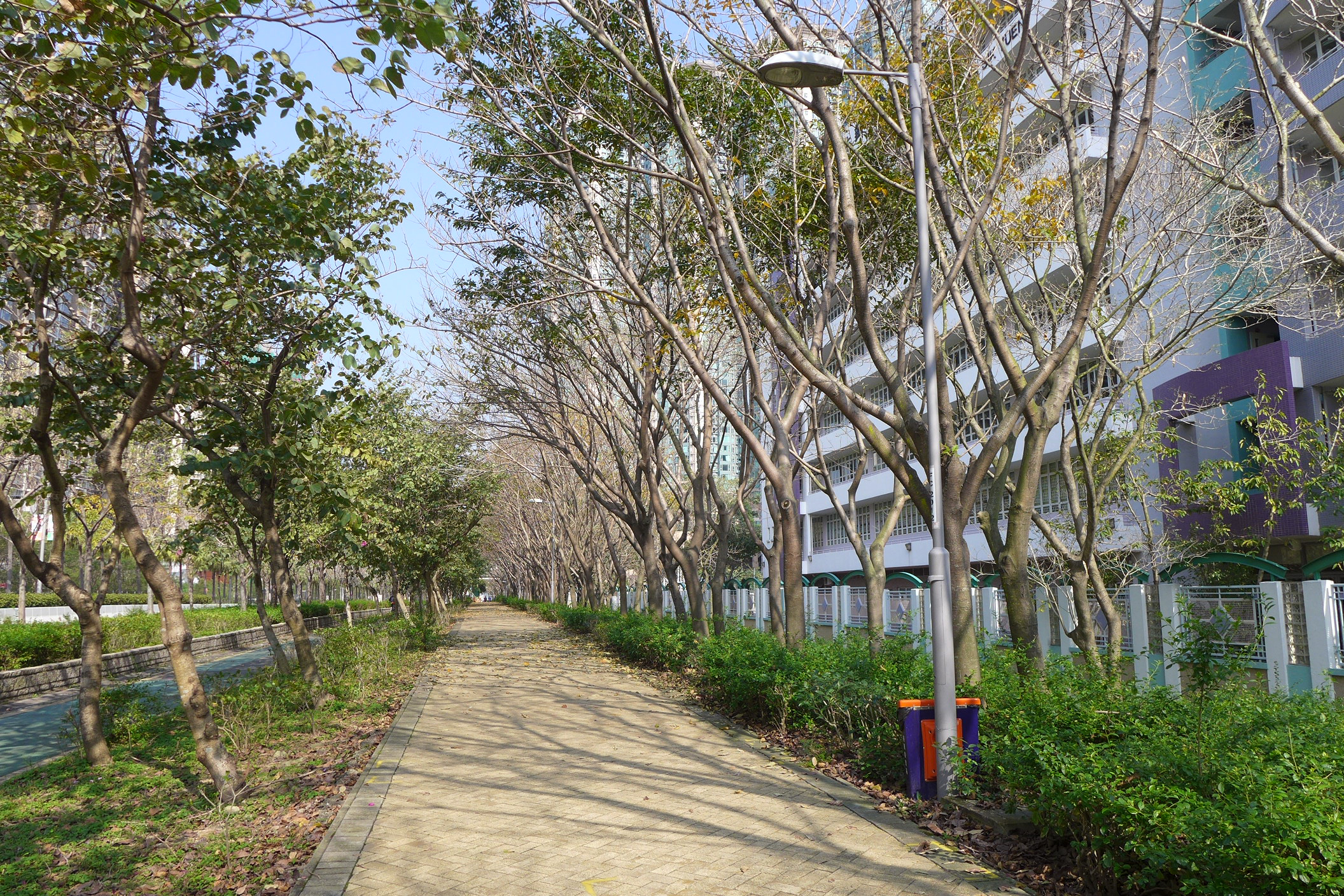
東涌迎禧路行人路

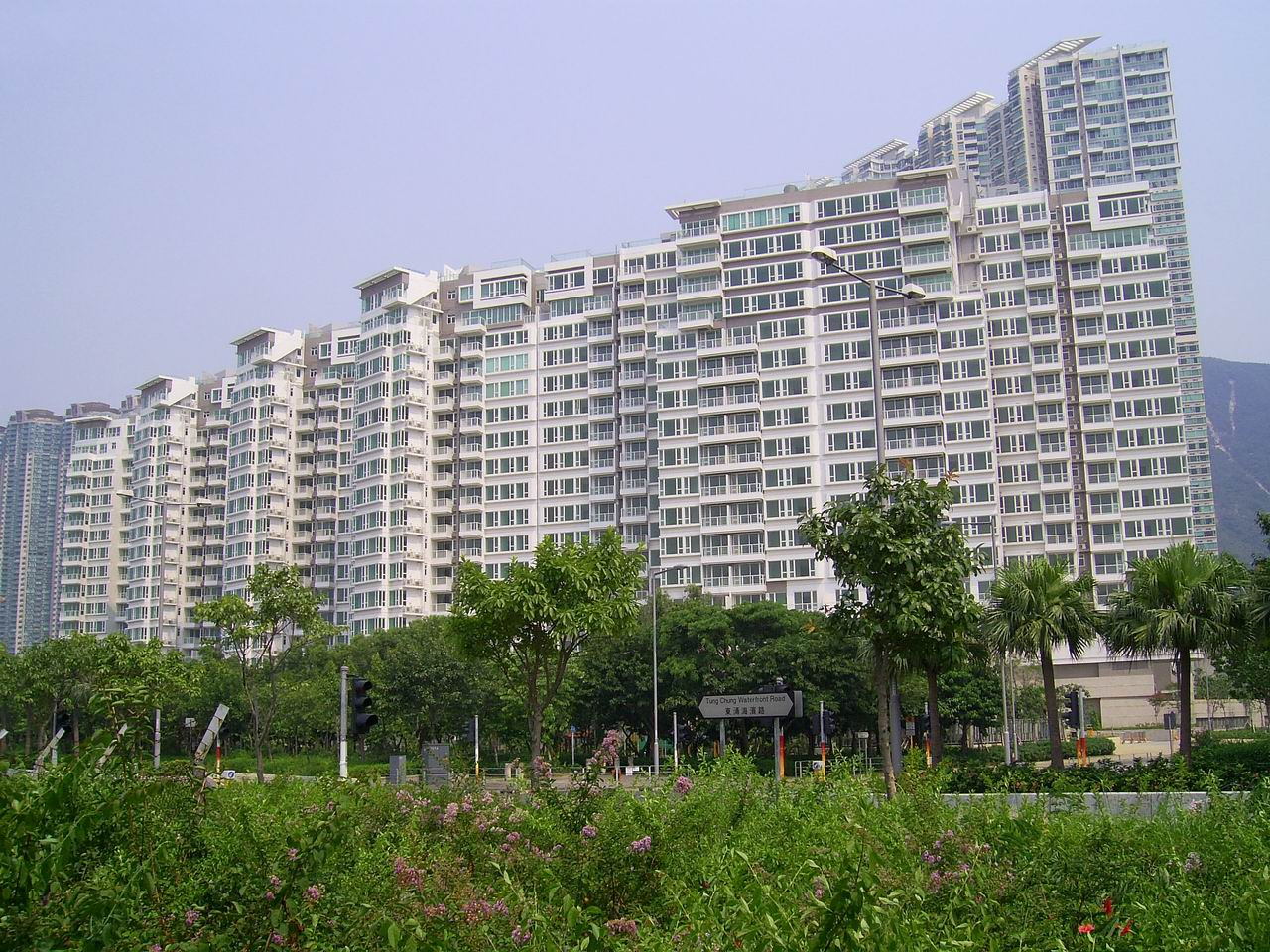
東涌海濱路水藍天

東涌海濱路（英語：Tung Chung Waterfront Road）是香港離島區大嶼山北部沿海的一條街道，主要是行車道，前身是新填海區。東涌海濱路東至迎禧路，西至順東路及赤鱲角南路交匯處。東涌海濱路之中途，經過北大嶼山快速公路行車天橋、東涌新發展碼頭、渡輪碼頭旁之的士站、巴士站、新建成的東涌海濱長廊、海堤灣畔第三期、惠東路及行人天橋及怡東路止。

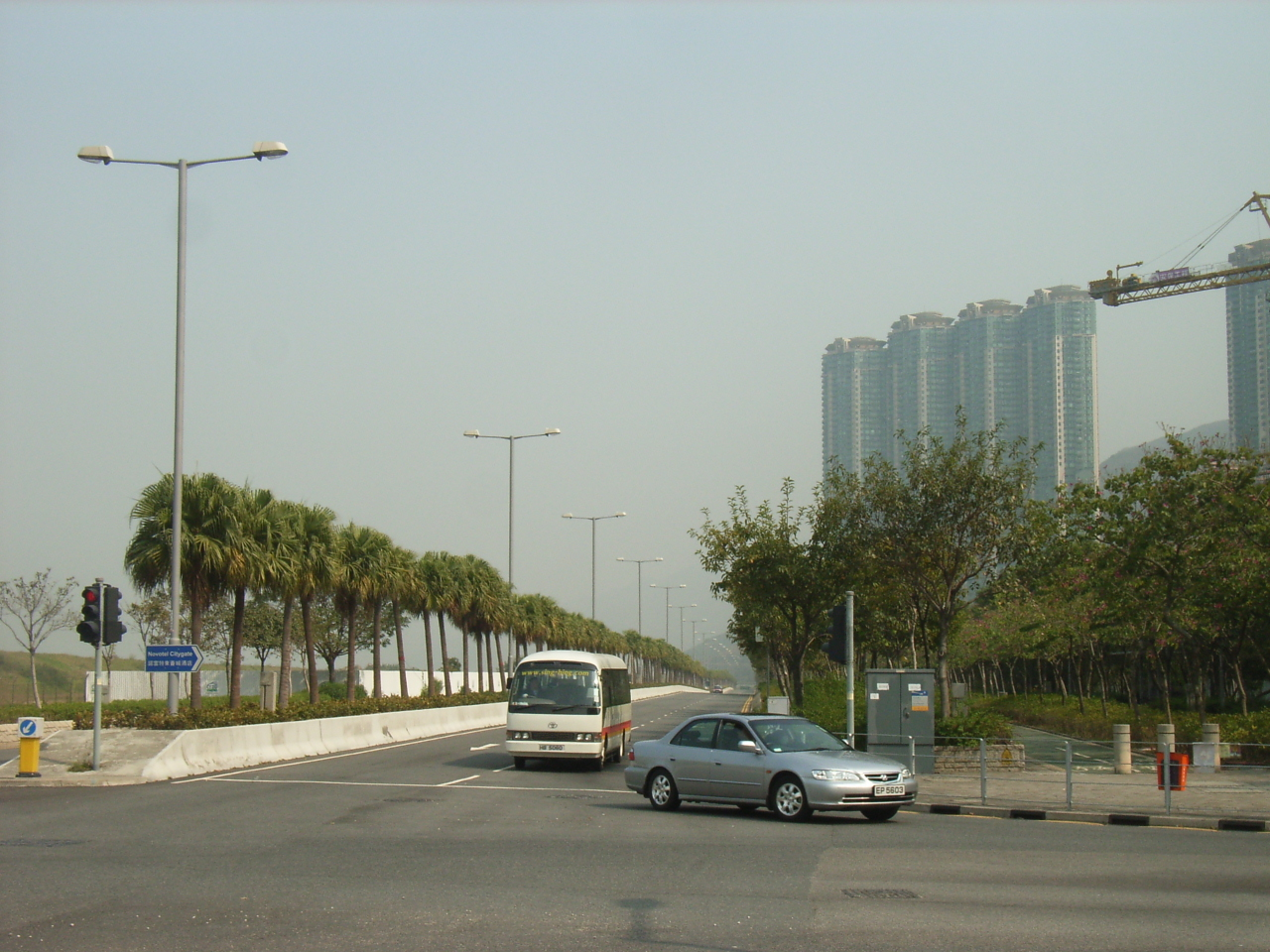
東涌海濱路向東望迎禧路（2007年）
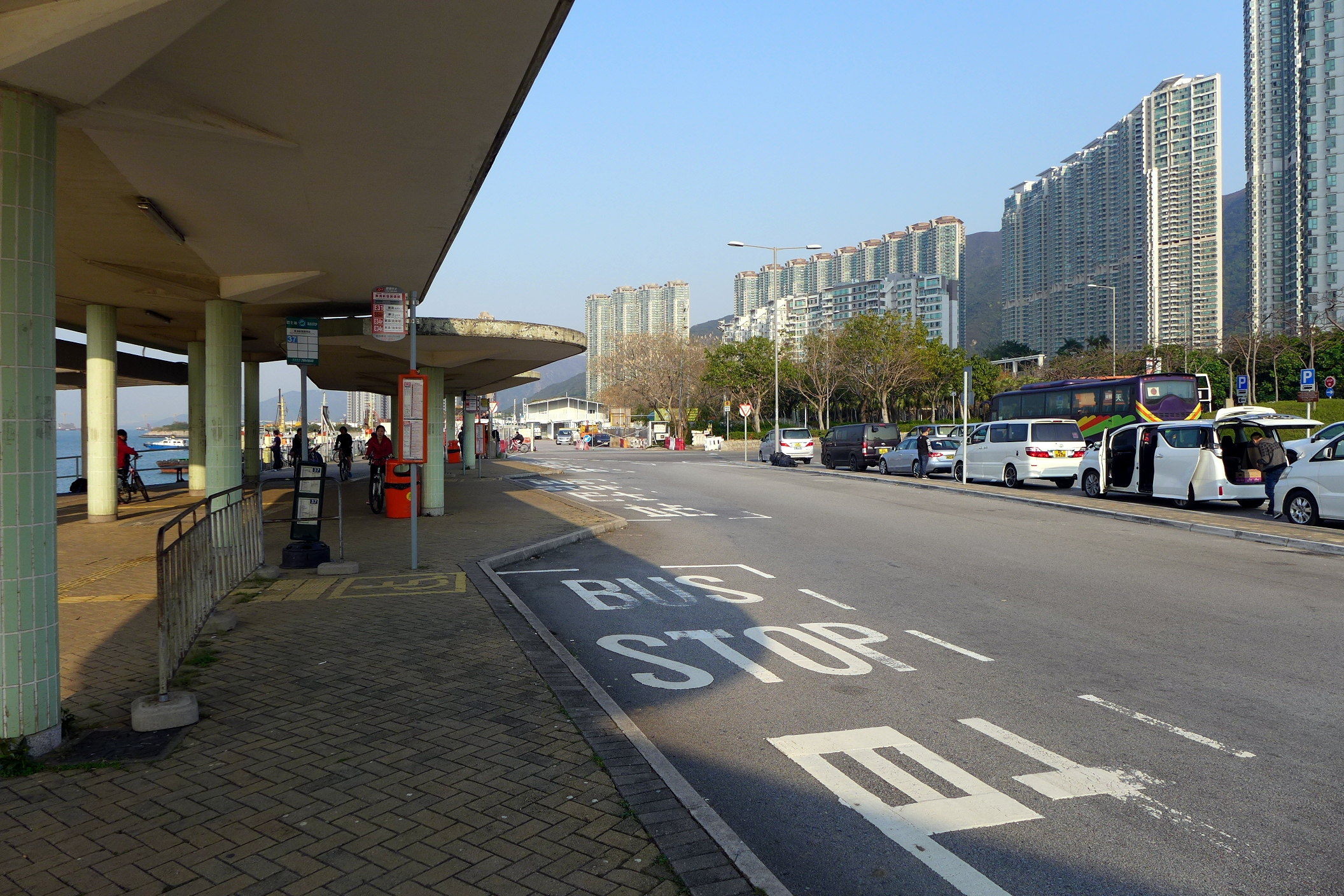
東涌海濱路東涌新發展碼頭巴士站
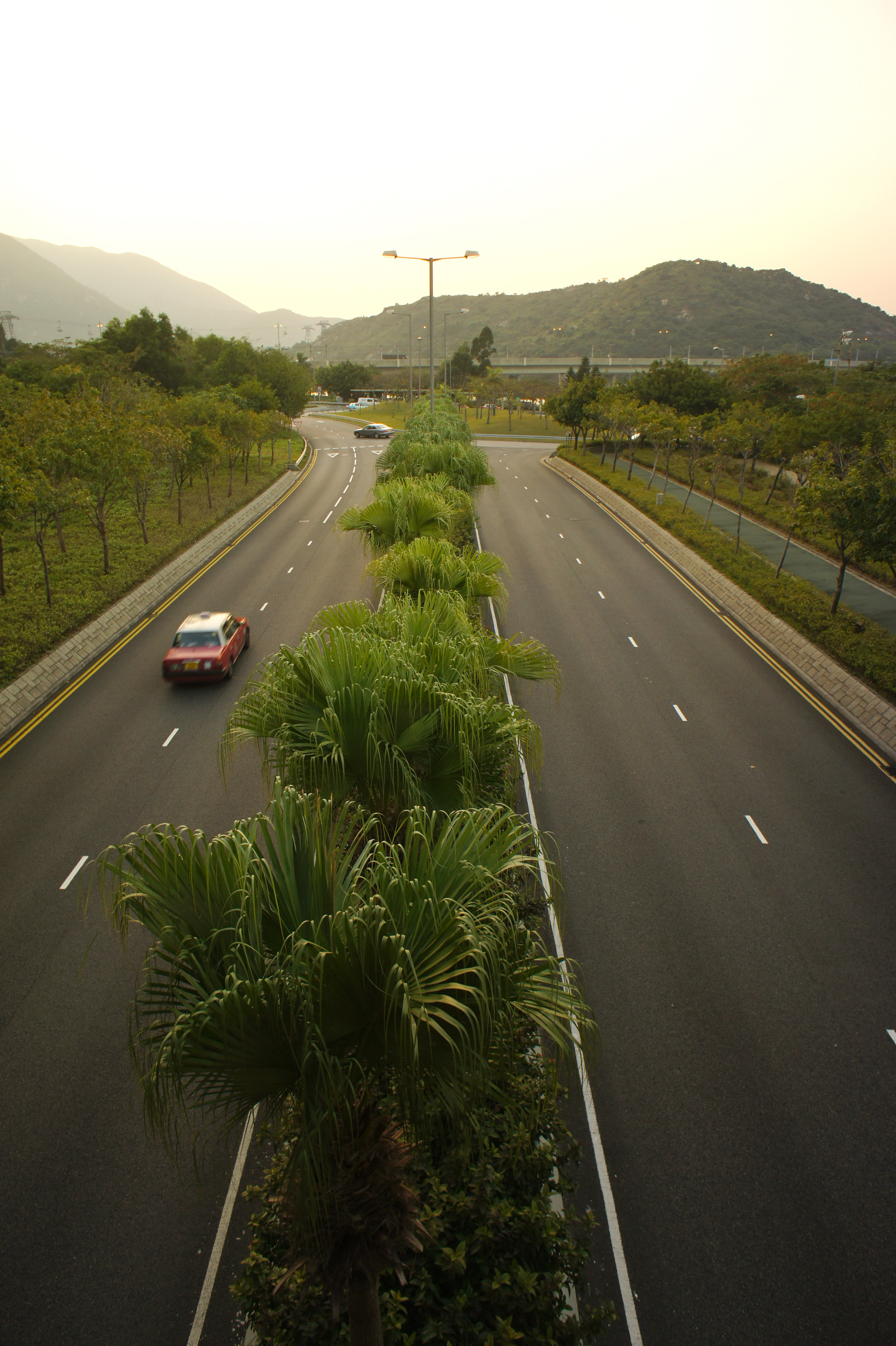
東涌海濱路向西望，右前方為觀景山
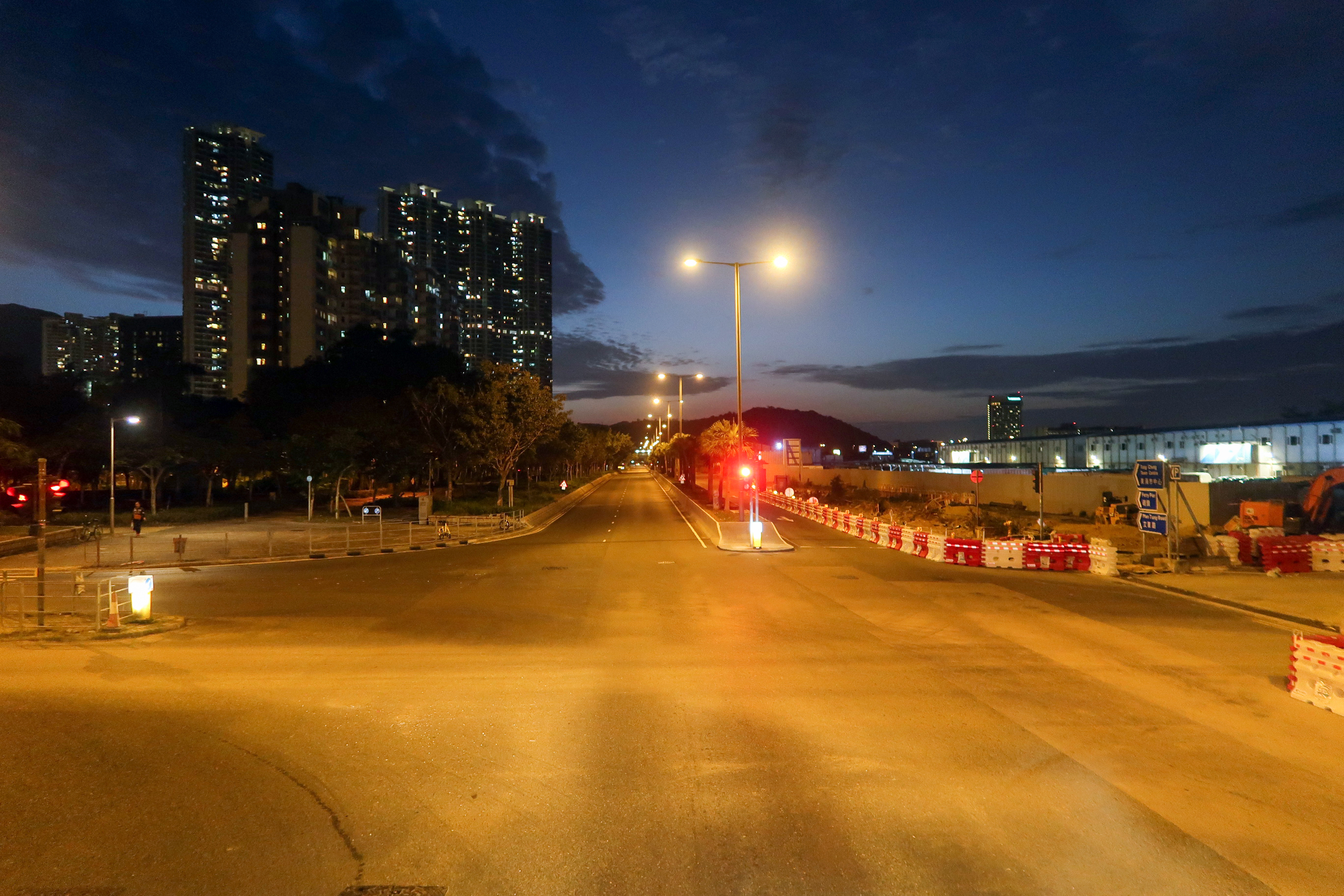
黃昏下的東涌海濱路

## 鄰近
- 東涌新發展碼頭
- 藍天海岸
- 達東路花園
- 東涌纜車站
- 赤鱲角

## 交匯道路
- 赤鱲角南路
- 順東路
- 北大嶼山公路
- 惠東路
- 怡東路
- 迎禧路

## 外部連結
- 東涌海濱路地圖 （页面存档备份，存于）

22°17′36″N 113°56′30″E / 22.2933821°N 113.9415963°E